# Samuel Mikovíny
Samuel Mikovíny (nebo Mikovíni, 1686, Cinobaňa-Turíčky nebo 1700, Ábelová – 23. března 1750, nedaleko Trenčína) byl slovenský inženýr-zeměměřič, kartograf a polyhistor.

## Biografie
Narodil se v roce 1686 v Cinobani-Turíčkach (okres Lučenec). V roce 1719 se vyučil v Norimberku mědirytectví a později studoval na německých univerzitách v Altdorfu a Jeně (1721–1723), a nakonec kartografii na vojenské akademii ve Vídni. Krátce působil jako dvorní matematik saského knížete, v letech 1725 až 1735 byl stoličným matematikem-inženýrem Bratislavské stolice, věnoval se zejména melioračním pracím. V roce 1735 ho jmenovali profesorem báňské školy v Banské Štiavnici a inženýrem středoslovenských báňských měst.
Měl mimořádně rozmanitou a rozsáhlou činnost, jejíž těžiště bylo v kartografických a různých stavitelských pracích v oblasti vodních, báňských a z části i fortifikačních a jiných staveb. Byl jedním z hlavních spolupracovníků Mateja Bela při zpracování jeho rozsáhlých vlastivědných projektů, v rámci kterých vyhotovil mapy všech slovenských, a velkou část uherských, stolic. Jeho rozsáhlá kartografická tvorba znamenala kvalitativní skok v dějinách kartografie na Slovensku i v Uhersku, zejména exaktností měřících metod, ale i způsobem zpracování. Ve své kartografické činnosti kromě triangulace využíval i astronomického pozorování, v Bratislavě zřídil observatoř (1733), pravděpodobně první na Slovensku.
Výukou báňských odborníků v Banské Štiavnici položil též na exaktně matematické základy; sám přitom přednášel kromě technických předmětů i matematiku, zejména geometrii. V souvislosti s vědeckým sporem svého bývalého učitele, dvorního matematika J. J. Marinoniho, se věnoval i problému kvadratury kruhu a pomocí Lagnyho řádu vypočítal hodnotu π (pí) na 25 desetinných míst.
V čele této báňské školy v Banské Štiavnici, předchůdkyně štiavnické akademie, stál do roku 1748, poté se věnoval už jen inženýrské činnosti. Během terénních prací na výstavbě protipovodňové hráze v Trenčíně onemocněl a krátce na to při návratu domů do Štiavnice zemřel 23. března 1750 na neznámém místě.
Při příležitosti 250. výročí jeho úmrtí vydala Národní banka Slovenska pamětní minci v nominální hodnotě 500 Sk.

## Galerie

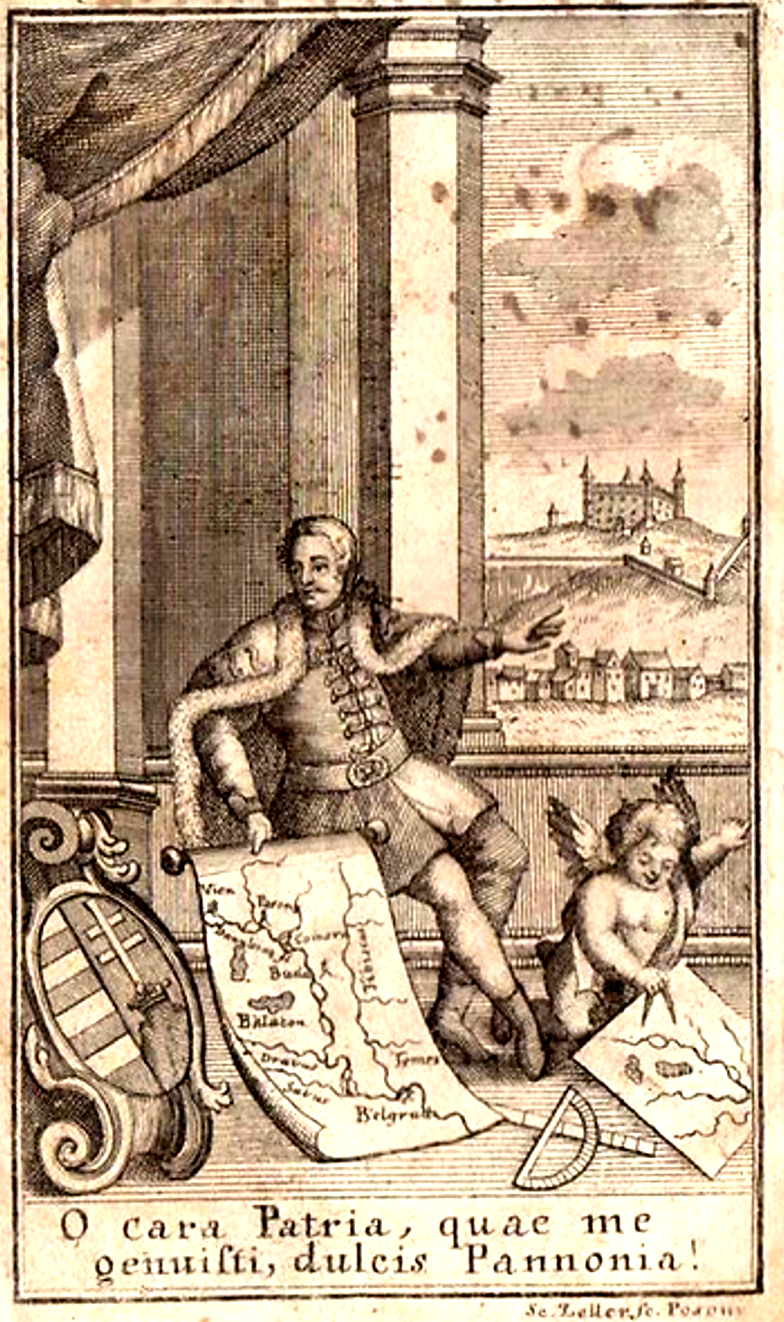
Portrét Sámuela Mikovinyho od Sebestyéna Zellera s mapou Uherska v ruce a Bratislavským hradem v pozadí. Popis: „O Cara Patria quae me genuisti, dulcis Panonia“ - „Ó, moje sladká rodná zem, která mě porodila, Panónie“
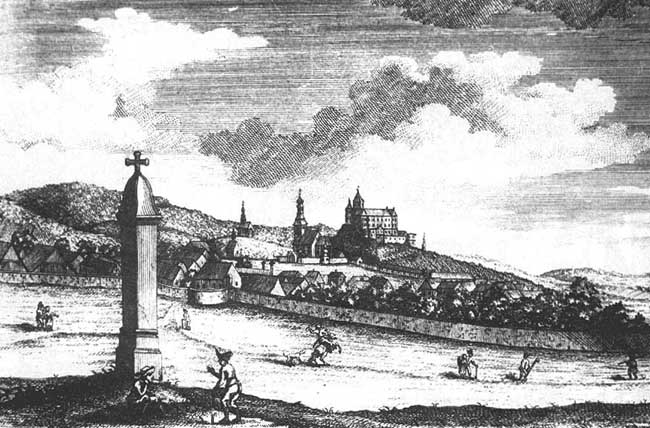
Rytina Smolenického zámku od Samuela Mikovínyho
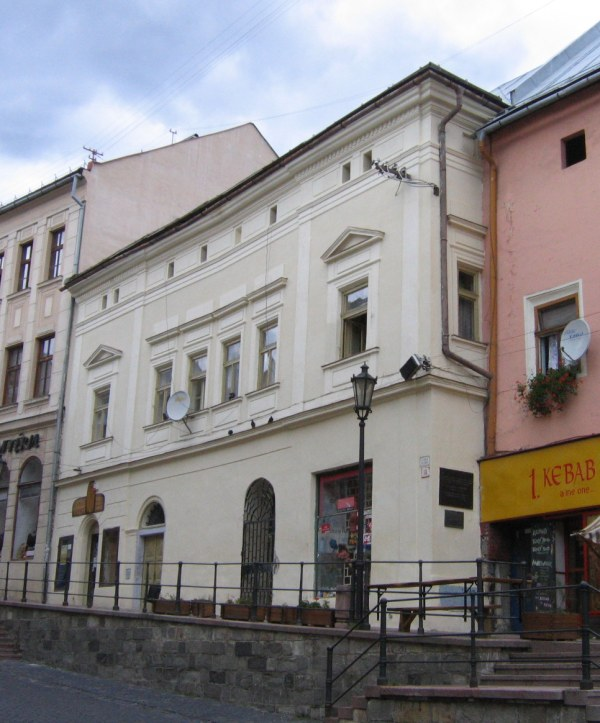
Budova první báňské školy v Banské Štiavnici. Samuel Mikovíny na škole přednášel v letech 1742–1746, což připomíná pamětní tabule na budově
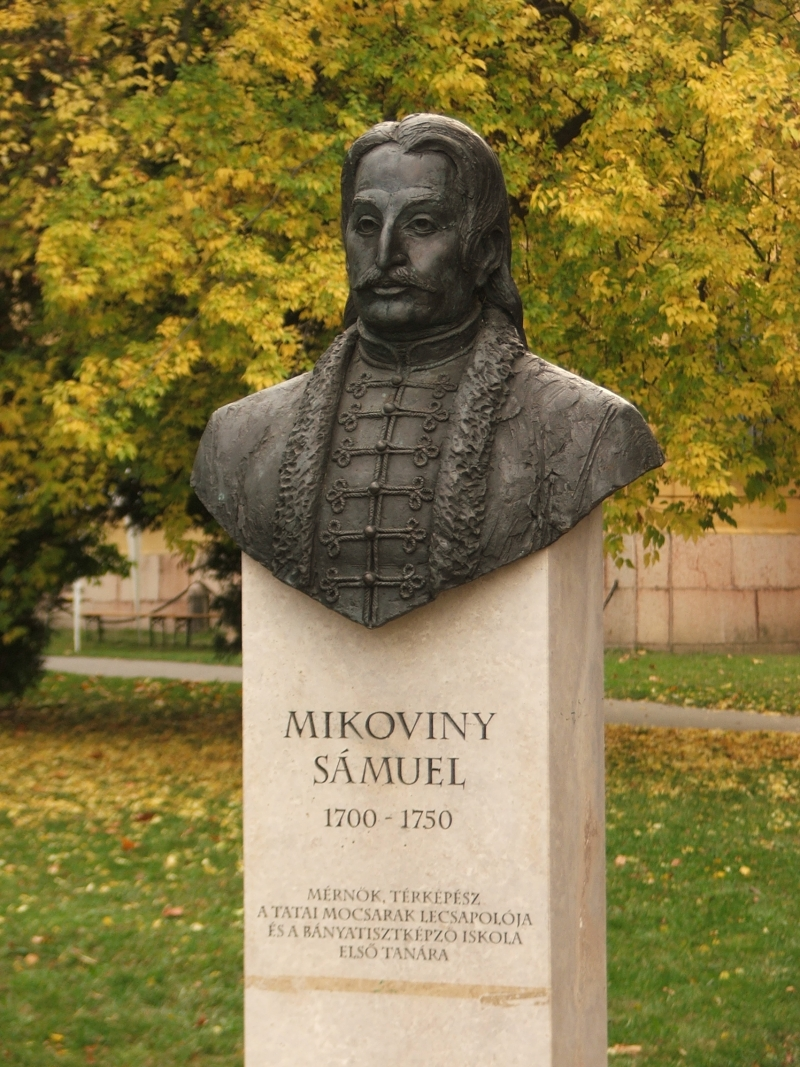
Busta ve města Tata